# Neumarkt in Steiermark
Neumarkt in Steiermark è una frazione di 1 699 abitanti del comune austriaco di Neumarkt in der Steiermark, nel distretto di Murau (Stiria). Già comune autonomo, il 1º gennaio 2015 è stato fuso con i comuni di Dürnstein in der Steiermark, Kulm am Zirbitz, Mariahof, Perchau am Sattel, Sankt Marein bei Neumarkt e Zeutschach per costituire il nuovo comune mercato (Marktgemeinde), nel quale Neumarkt in Steiermark è capoluogo.

## Storia
Nel 113 a.C. veniva chiamato Noreia ed era un villaggio celtico dei Taurisci. Nei pressi si svolse la battaglia di Noreia fra le tribù dei Cimbri e Teutoni e le legioni romane guidate dal console Gneo Papirio Carbone. Fu il primo scontro fra queste tribù nomadi e la potenza romana e vide la sconfitta delle legioni.

## Amministrazione

### Gemellaggi
- Monfalcone, dal 1989